# Kivi Lydecken
Kivi Jalmar Robert Lydecken, född 7 januari 1927 i Helsingfors, död där 6 oktober 1989, var en finländsk läkare. Han var son till författaren Arvid Lydecken.
Lydecken blev medicine och kirurgie doktor 1971 på  avhandlingen Therapeutic amenorrhea induced with lynestrenol in mentally retarded, och överläkare vid Ekåsens sjukhus i Ekenäs 1979.